# Brihang
Brihang (Knokke-Heist, 11 januari 1993), pseudoniem van Boudy Verleye, is een Belgische rapper. Hij rapt in een West-Vlaams dialect. Zijn debuutalbum zolangmogelijk werd uitgebracht in 2016. Met de single "Steentje", afkomstig van zijn tweede album Casco, behaalde hij goud. Brihang is meerdere malen genomineerd voor een MIA. In 2024 won hij zijn eerste MIA met het hoesontwerp van zijn derde album Droomvoeding.

## Biografie
Hij groeide op in het West-Vlaamse Knokke-Heist en liep er school in het Sint-Bernardusinstituut en het Sint-Jozefslyceum. Via de skateshop van zijn vader leerde hij hiphop kennen. Vanaf zijn vierde middelbaar liep hij school in de Gentse kunsthumaniora en begon te rappen in het Knokse collectief De Feesters. Aan de Gentse LUCA School of Arts studeerde hij beeldhouwkunst (mixed media) en bracht twee ep's uit in eigen beheer.
In 2014 won hij De Nieuwe Lichting, talentenjacht van Studio Brussel, en kon zo op Pukkelpop spelen. In 2016 verscheen zijn debuutalbum zolangmogelijk. In 2017 verhuisde hij naar Schaarbeek en trad onder meer op tijdens de Lokerse Feesten. In 2018 stond hij op 21 april op de Nekka-nacht en op 27 augustus in een uitverkochte AB met Het Zesde Metaal.
In 2019 trad hij opnieuw op tijdens Pukkelpop en bracht in oktober met Casco zijn tweede plaat uit. Het album werd op 24 oktober voorgesteld in een uitverkochte AB. Het album behaalde meteen 4de plaats in de Ultratop 200 Albums en leverde hem zes nominaties op voor de MIA's. In 2021 werd hij nogmaals 2 keer genomineerd voor de MIA's.
Op 28 mei 2022, na afloop van zijn Casco-tour, kondigde Brihang via sociale media aan dat hij een nieuw album zou maken.
Op 6 augustus 2022 trad hij, samen met Flip Kowlier, Wannes Cappelle, Wim Willaert en Wim Opbrouck op tijdens Festival Dranouter onder de naam "Het Beste van 't Westen".
Op 6 oktober 2023 bracht hij zijn derde album Droomvoeding uit. Met het hoesontwerp, van de hand van Valentijn Goethals en Ine Meganck, won Brihang zijn eerste MIA.

## Betekenis artiestennaam
In een interview met De Tijd in 2018 vertelde Boudy dat "Brihang" zoveel betekent als "vriendelijk crapuul". Brihang is zo een fonetische schrijfwijze voor de West-Vlaamse dialectvorm van het Franse woord brigand.

## Discografie
Studioalbums
- zolangmogelijk, 2016
- Casco, 2019
- Droomvoeding, 2023

## Hitlijsten

### Albums
| Album          | Verschijnen | Label        | Hitlijsten | Hitlijsten |
| Album          | Verschijnen | Label        | BE (VL)    | BE (VL)    |
| Album          | Verschijnen | Label        | Piek       | Weken      |
| -------------- | ----------- | ------------ | ---------- | ---------- |
| zolangmogelijk | 2016        | Fake Records | 38         | 66         |
| Casco          | 2019        | Fake Records | 4          | 89         |
| Droomvoeding   | 2023        | Fake Records | 1 (1wk)    | 16         |

### Singles
| Lied                | Verschijnen | Album          | Hitlijsten | Hitlijsten | Opmerkingen                                                                                        |
| Lied                | Verschijnen | Album          | BE (VL)    | BE (VL)    | Opmerkingen                                                                                        |
| Lied                | Verschijnen | Album          | Piek       | Weken      | Opmerkingen                                                                                        |
| ------------------- | ----------- | -------------- | ---------- | ---------- | -------------------------------------------------------------------------------------------------- |
| "Oe ist?"           | 2016        | —              | Tip 90     | —          | Geschreven voor de campagne "Oe ist?" van de Provincie West-Vlaanderen Nr. 44 in de Vlaamse Top 50 |
| "Morsen"            | 2016        | zolangmogelijk | Tip        | —          | Nr. 44 in de Vlaamse Top 50                                                                        |
| "Wieder"            | 2017        | zolangmogelijk | Tip        | —          | Nr. 44 in de Vlaamse Top 50                                                                        |
| "Kleine dagen"      | 2017        | zolangmogelijk | Tip        | —          | Nr. 25 in de Vlaamse Top 50                                                                        |
| "Steentje"          | 2019        | Casco          | Tip 3      | —          | Goud Nr. 2 in de Vlaamse Top 50                                                                    |
| "Oelala"            | 2019        | Casco          | Tip 6      | —          | Nr. 4 in de Vlaamse Top 50                                                                         |
| "Rommel"            | 2019        | Casco          | Tip 20     | —          | Nr. 7 in de Vlaamse Top 50                                                                         |
| "Avenue Deschanel"  | 2019        | Casco          | —          | —          | Genoemd naar Paul Deschanellaan in Schaarbeek                                                      |
| "Binnenkant"        | 2019        | Casco          | Tip 11     | —          | Nr. 12 in de Vlaamse Top 50                                                                        |
| "Alles is gezegend" | 2019        | —              | 23         | 12         | Cover van Typhoon en Freez, met Tourist LeMC Nr. 2 in de Vlaamse Top 50                            |
| "Ver weg"           | 2019        | Casco          | Tip 11     | —          | Nr. 16 in de Vlaamse Top 50                                                                        |
| "Festival"          | 2021        | —              | Tip        | —          | Nr. 35 in de Vlaamse Top 50                                                                        |
| "Tussenin"          | 2023        | Droomvoeding   | —          | —          | Nr. 8 in de Vlaamse Top 30                                                                         |
| "Telefoontje"       | 2023        | Droomvoeding   | —          | —          | Nr. 16 in de Vlaamse Top 30                                                                        |